# Syndrome triple X
Le syndrome triple X, également appelé syndrome XXX, trisomie X, syndrome triplo-X ou syndrome 47,XXX est une aneuploïdie du chromosome sexuel chez la femme. Il est caractérisé par la présence d'un chromosome X supplémentaire dans chaque cellule d'une femme (donc homogène). Cette variante chromosomique résulte de la production d'un gamète diploïde lors de la méiose.

## Épidémiologie
Le syndrome triple X est l'anomalie chromosomique féminine la plus fréquente touchant environ une femme sur 1000. Cependant, on estime à seulement 10% la proportion de femmes concernées actuellement diagnostiquées, la majorité d'entre elles n'étant que peu touchées voire totalement asymptomatiques,.

## Présentation clinique
Très souvent, la trisomie X n'occasionne pas de problèmes médicaux ni de traits particuliers, et n'est pas détectée. Les femmes avec ce syndrome sont généralement plus grandes que la moyenne, peuvent avoir des cycles menstruels irréguliers, et ont un plus grand risque de rencontrer des difficultés d'apprentissage, notamment du langage, allant rarement jusqu'au retard mental,. Elles peuvent faire preuve d'une instabilité émotionnelle. Environ 10 % des femmes affectées développent des problèmes rénaux. Ces caractéristiques varient cependant beaucoup entre les individus affectés. Par ailleurs, la plupart des femmes avec un syndrome triple X ont un développement sexuel normal et sont capables de concevoir des enfants sains.

## Étiologie
Le syndrome triple X n'est pas héréditaire mais survient généralement de manière aléatoire à la suite d'une mauvaise répartition des chromosomes lors de la méiose appelée non-disjonction méiotique lors de la gamétogenèse, conduisant à la formation d'un ovule ou d'un spermatozoïde contenant un chromosome X supplémentaire. Cette non-disjonction méiotique peut se produire lors de l'ovogenèse (anaphase I ou anaphase II) ou lors de la spermatogenèse (anaphase II uniquement, lorsque le chromosome X double paternel se sépare en deux chromosomes X simples et que les deux copies migrent du même côté de la cellule).
Si l'un de ces gamètes aneuploïdes est engagé dans le processus de fécondation, l'embryon résultant possédera alors un chromosome X supplémentaire dans chacune de ces cellules. Dans 20% des cas, la trisomie X est due à une non-disjonction post-zygotique, c'est-à-dire survenant après la fécondation.
La probabilité de non-disjonction étant plus élevée chez les femmes plus âgées, un âge maternel avancé a été observé dans 30% des cas.
Dans 10% des cas environ, un mosaïcisme 45,X/47,XXX (combinaison avec des lignées du syndrome de Turner), 46,XX/47,XXX ou 47,XXX/48,XXXX, a pu être observé.
Les chercheurs ne comprennent pas encore bien le lien apparent entre une copie supplémentaire du chromosome X et des difficultés d'apprentissage chez certaines filles et femmes mais il est établi que leur grande taille est due à la présence du gène SHOX (en) (gène responsable de la taille, présent sur le bras court de X, et donc ici en 3 exemplaires) qui est alors sur-exprimé.